# Hideglelős-kereszt
A hideglelős-kereszt Esztergom és Pilismarót között, a 11-es főút fölött, a Hosszú-hegyen áll. Kevésbé ismert, régebbi nevei a járványkereszt vagy lázárkereszt.

## Története
A keresztet 1784-ben emeltette Nagy Mihály esztergomi gazda a Hosszú-hegy tetején, a Duna fölé nyúló szakadék sziklájára. Ugyanez a Nagy Mihály állította a szentgyörgymezei Hunyadi utca kőkeresztjét egy évvel korábban. Nagy a keresztet azért készítette, mert családját elkerülte a dühöngő járvány. Az eredeti fakeresztet az időjárás tönkretette, helyébe Simor János esztergomi érsek Bécsben vaskeresztet készíttetett, amit 1871. május 3-án szentelt fel személyesen. 1906-ban a kőbányászat miatt a sziklaorom omladozni kezdett, ezért a veszélyes sziklaormot lebontották, a keresztet beljebb helyezték. Minden év májusában körmenet indult a kereszthez. A hideglelős nevet onnan kapta a szentgyörgymezeiektől, hogy mire a körmenet felért a hegycsúcsra, az emberek megizzadtak, és az erős Duna menti szélben megfáztak, „hideglelést” kaptak.
Közelében ered a Hideg-forrás.

## A hozzá fűződő legenda
A helyi néphagyomány szerint aki a háromszor megkerüli keresztet térden csúszva, az meggyógyul.

## Galéria – Kilátás a kereszttől

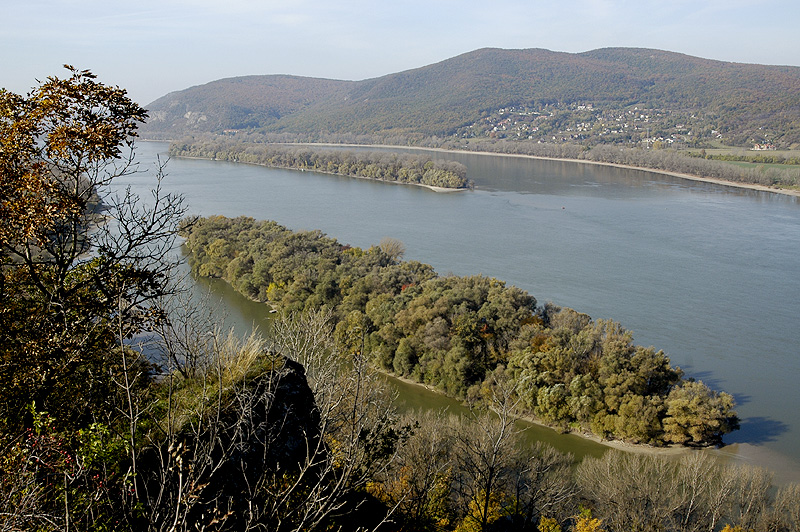
Nyugati irányba: Előtérben a Törpe-sziget, hátul a Helemba-sziget
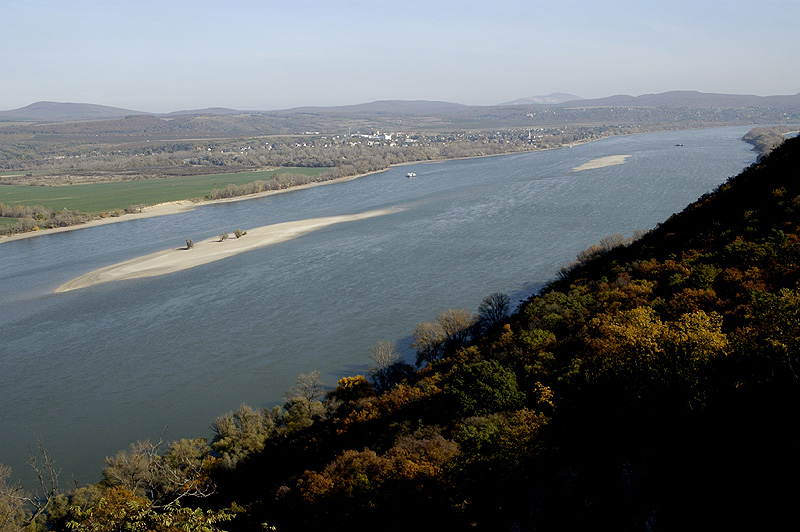
Keleti irányba: homoksziget, a háttérben Szob